# Ozone (團體)
Ozone是索尼音樂旗下六人男子團體，由实况選秀節目《原子少年》推出的人氣組合，成員包括周祖安、周子翔、黃文廷、林佳辰、林煥鈞及李哲言。Ozone於2022年9月13日索尼音樂年度男團記者會，宣布加盟台灣索尼音樂正式出道，並於同年12月23日發行首張迷你專輯《Unicorn》。2023年6月，憑著首張迷你專輯《Unicorn》在Hito流行音樂獎榮獲出道以來首個獎項
，同年10月伴隨他們出道一周年而發行首部團綜《Ozone夏日青春冒險》。

## 歷程

### 出道前
在台灣男子團體Ozone誕生之前，曾在韓國擔任過練習生訓練半個月的周子翔於2016年參加羅志祥舉辦的《Show Star 2 偶像的誕生》節目，在百人海選階段時遭到淘汰。凱渥娛樂旗下的林煥鈞於2016至2017年遠赴南韓成為SM娛樂的練習生，於2019年參加中國大陸騰訊視頻製播的《創造營2019》，不過他因為在節目開播前被指控台獨而選擇退賽。黃文廷和林佳辰於2018年參加第7屆伊林璀璨之星當中的「花漾少男少女組」，其中黃文廷拿下該組冠軍，而林佳辰拿下亞軍。隨後黃文廷、林佳辰和周祖安參加同一年由喜歡音樂公司舉辦的《獵星計畫》後被陳子鴻看見，因此和呂植宇、曹家齊以及陳水豐成為該公司旗下的練習生男子團體「E.M.B.」（Enjoy Music Boys 縮寫)。李哲言於2020年參加第9屆伊林璀璨之星當中的「演藝組」並拿下季軍。
2021年底，當野火娛樂要準備製作男團選秀《原子少年》的時候，黃文廷、林佳辰和周祖安獲選為「地球」選手，而周子翔、林煥鈞和李哲言則分別被選拔為「海王星、土星和火星」選手。後續該節目在2022年正式播出後，林佳辰和李哲言另外與吳昱廷、高有翔、徐彭臒、以及呂植宇組成「亞特蘭提斯ΛTLΛNTIX」。儘管「海王星」的周子翔以及「土星」的林煥鈞在賽制中遭到淘汰，但他們後來加入黃文廷、林佳辰和周祖安所屬的「地球」。雖然「地球」在《原子少年》賽制結束時的總排名僅為第2，未能成為冠軍隊伍，然而在2022年8月11日公布五人組人氣團的成員名單時，就包括所屬「地球」的黃文廷、林佳辰、周祖安、周子翔以及林煥鈞，並於9月13日正式出道。另外，「火星」的李哲言雖然在賽制中也被淘汰且無法選為人氣團成員，但他在9月13日順利與人氣團一起出道。

### 出道後
2022年9月13日，台灣索尼音樂娛樂在加盟成團出道記者會上公布六位正式成員，分別是周子翔、周祖安、黃文廷、林佳辰、林煥鈞以及李哲言，並公布全新團名「Ozone」，另外在記者會上也公布「推出全新單曲、演唱戲劇主題曲、海外特訓、12月發行全新EP」等計畫。2022年11月1日，Ozone發行正式出道以來的首支單曲《O.A.O.》，並公布其粉絲名稱「O.A.O.」，而歌曲O.A.O.MV上線短短三天即達到一百萬點閱，並在台灣KKBOX華語新歌與單曲日榜雙雙奪冠，另外也在台灣KKBOX新歌周榜排名第2、台灣KKBOX華語單曲周榜排名第3；12月23日和隔年1月13日，分別以數位和實體形式發行組合首張迷你專輯《Unicorn》，收錄主打歌曲Unicorn、單曲O.A.O等4首歌曲，主打歌曲Unicorn在隔年1月登上台灣KKBOX華語新歌日榜第4、華語單曲日榜第7、華語新歌周榜第4以及華語單曲周榜第8，其迷你專輯以數位形式先發行後立即登上台灣KKBOX華語專輯榜冠軍。在出道後截至2022年底，Ozone接下包含耶誕城、台南好Young、兩場跨年等超過30場活動與公演。
2023年初，Ozone發行首張實體專輯《Unicorn》，並出席台視的《2023超級巨星紅白藝能大賞》，隨後在3月底發行演唱會應援單曲Purple Days，並在4月15日以及16日於臺北流行音樂中心舉辦首場專場演唱會「One And Only」。演唱會結束後，於4月18日發行單曲痛苦擁抱，並作為愛奇藝電視劇《不良執念清除師》的主題曲，另外也陸續發行成員們在專場演唱會期間表演的原創單曲。6月3日，以迷你專輯《Unicorn》贏得Hito最受歡迎新人獎與最佳團體獎。到了8月下旬，配合台灣索尼音樂創立30周年，Ozone發行與藍心湄合唱的歌曲你的電話，並在那首歌曲加入迪斯可曲風的電子音樂與舞蹈。當Ozone正式出道一周年後，宣布推出首部團體綜藝節目《Ozone夏日青春冒險》，並在10月份發行節目主題曲陪你Sha La La。到2023年底，Ozone在網路短影音平台TikTok成為台灣最活躍的藝人，並且在該年出席超過80場商演。
2024年4月2日，Ozone以一首應援單曲Purple Days入圍Hito流行音樂獎的最受歡迎數位單曲並且獲獎，同日，電視劇《省省吧！我家富貴發》製作公司在社群媒體公布該齣電視劇的主題曲將由Ozone演唱，並於4月12日正式發行該齣戲劇的主題曲Running Running Running。4月底，台灣索尼音樂公布Ozone各個成員的應援色，並宣布「Ozone攻頂之路」計畫正式展開。在這項攻頂計畫當中，Ozone於5月3日、6月11日和7月12日分別發行新數位單曲World Top、Speed Reload以及最最靠近愛情的那天，並於8月3日在台北小巨蛋開一場「World Top」演唱會。在演唱會結束之後，Ozone隨即宣布在9月13日團體出道紀念日當天數位發行第一張正規錄音室專輯《New Moon》，並計畫從10月開始在全台灣舉行簽唱會。

## 成員
| 姓名   | 英文名 | 出生日期       | 出生地 | 個人 經紀公司 | 《原子少年》 所屬星球 | 隊內擔當         | 應援色 |
| ------ | ------ | -------------- | ------ | ------------- | --------------------- | ---------------- | ------ |
| 周祖安 | Andrew | 1999年10月15日 | 台北市 | 喜歡音樂      | 地球                  | 隊長、領舞       | 銀白色 |
| 周子翔 | Samuel | 1999年11月22日 | 花蓮縣 | 野火娛樂      | 海王星、地球          | 性感擔當、主唱   | 青色   |
| 黃文廷 | Tin    | 2000年5月27日  | 台北市 | 伊林娛樂      | 地球                  | 領舞、武術擔當   | 金絲黃 |
| 林佳辰 | Summer | 2000年6月5日   | 新北市 | 伊林娛樂      | 地球                  | 門面、創作、主唱 | 洋紅色 |
| 林煥鈞 | Rex    | 2000年10月18日 | 新北市 | 凱渥娛樂      | 土星、地球            | 主舞             | 翡翠綠 |
| 李哲言 | Jim    | 2000年12月15日 | 台北市 | 伊林娛樂      | 火星                  | 忙內、創作、Rap  | 赤紅色 |

## 團體側寫

### 團名
團名「Ozone」取名自臭氧（O3）所組成的三個氧原子（O），分別象徵初心（Origin）、正向（Optimism）、創造力（Originality），並藉此名稱來期許他們如同Ozone一樣，保護著愛他們的粉絲。

### 粉絲名稱
Ozone為了表達對粉絲們長時間以來的支持而在2022年11月1日公布官方粉絲名稱為「O.A.O.」，「O.A.O.」為「One And Only」的縮寫，代表著「粉絲們是團體Ozone的唯一，也是Ozone前進的動力。」

## 音樂作品
| 單曲 - 2022年 - O.A.O. - 2023年 - Purple Days - 痛苦擁抱 - 你的電話 - 陪你Sha La La - 2024年 - Running Running Running - World Top - Speed Reload - 最最靠近愛情的那天 - 十二月的天 - 其他單曲 - 原子少年地球（2022年） - 你有沒有談過一場越談越愛的戀愛 - Bad Bad Love - Crush On - 朝着遠得要命的星球起飛 | 迷你專輯 - 《Unicorn》（2023年） 錄音室專輯 - 《New Moon》（2024年） |

## 影視作品

### 節目
| 年份   | 節目名稱              | 成員 | 播出平台 | 備註 |
| ------ | --------------------- | ---- | -------- | ---- |
| 2023年 | 《Ozone夏日青春冒險》 | 全員 | MyVideo  |      |
| 2024年 | 《Ozone 青春冒險》    | 全員 | 威秀影城 | 電影 |

## 活動

### 專場演唱會
| 年份   | 名稱                   | 日期       | 地點             | 備註   |
| ------ | ---------------------- | ---------- | ---------------- | ------ |
| 2023年 | One And Only台北演唱會 | 4月15—16日 | 台北流行音樂中心 | [ 41 ] |
| 2024年 | World Top              | 8月3日     | 台北小巨蛋       | [ 57 ] |

### 其他大型公演
- 僅收錄有經過電視頻道轉播的公演。

| 年份   | 名稱                                   | 日期     | 地點                           | 電視台               | 來源   |
| ------ | -------------------------------------- | -------- | ------------------------------ | -------------------- | ------ |
| 2022年 | 2022新北歡樂耶誕城-巨星耶誕演唱會      | 12月11日 | 新北市政府市民廣場             | TVBS                 | [ 33 ] |
| 2022年 | 2023台南好Young-搖滾耶誕演唱會         | 12月24日 | 台南市政府永華市政中心西側廣場 | TVBS                 | [ 34 ] |
| 2022年 | 2023 SHOW TAOYUAN 桃園跨年晚會         | 12月31日 | 高鐵桃園站廣場                 | 年代MUCH台           | [ 35 ] |
| 2022年 | 2023高雄跨年-亞灣未來市演唱會          | 12月31日 | 高雄夢時代                     | 民視                 | [ 36 ] |
| 2023年 | 2023超級巨星紅白藝能大賞               | 1月14日  | 台北小巨蛋                     | 台視 （1月21日播出） | [ 39 ] |
| 2023年 | 2023年臺灣燈會閉幕式                   | 2月19日  | 國立國父紀念館                 | TVBS                 | [ 75 ] |
| 2023年 | 2023花蓮夏戀嘉年華                     | 7月6日   | 東大門夜市                     | 三立、MTV            | [ 76 ] |
| 2023年 | 112年全運會選手之夜                    | 10月21日 | 大台南會展中心                 | 華視                 | [ 77 ] |
| 2023年 | 2023新北歡樂耶誕城-巨星耶誕演唱會      | 12月10日 | 新北市政府市民廣場             | TVBS                 | [ 78 ] |
| 2023年 | 2024高雄跨年晚會                       | 12月31日 | 高雄夢時代                     | 民視                 | [ 79 ] |
| 2023年 | 2024幸福龍來台中跨年夜                 | 12月31日 | 台中中央公園                   | 三立、台視           | [ 79 ] |
| 2023年 | 2024 LINE FRIENDS TOWN 麗寶跨年演唱會  | 12月31日 | 麗寶樂園渡假區                 | 三立、華視           | [ 79 ] |
| 2024年 | 2024超級巨星紅白藝能大賞               | 1月27日  | 台北小巨蛋                     | 台視 （2月9日播出）  | [ 80 ] |
| 2024年 | 2024屏東三大日音樂節                   | 4月14日  | 屏東縣立體育館前草地           | 三立                 | [ 81 ] |
| 2024年 | 2024花蓮夏戀嘉年華                     | 7月6日   | 東大門夜市                     | 三立、MTV            | [ 82 ] |
| 2024年 | 2024新北歡樂耶誕城-巨星耶誕演唱會      | 12月15日 | 新北市政府市民廣場             | TVBS                 |        |
| 2024年 | 2025蛇現幸福台中跨年夜                 | 12月31日 | 台中中央公園                   | 三立、台視           |        |
| 2024年 | 2025大新竹跨年演唱會                   | 12月31日 | 竹北市縣政六路                 | 中視                 |        |
| 2025年 | 2025花蓮太平洋觀光節 跨新年演唱會      | 1月1日   | 東大門夜市                     | 三立、MTV            |        |
| 2025年 | 2025媽祖之光演唱會                     | 4月3日   | 台中大甲體育場                 | 年代MUCH台           |        |
| 2025年 | 第20屆KKBOX風雲榜                      | 4月19日  | 高雄巨蛋                       | 公視、TVBS           |        |
| 2025年 | 2025臺南夏日音樂節－將軍吼《鯤鯓開吼》 | 9月6日   | 臺南將軍漁港                   | 三立、MTV            |        |

## 獎項紀錄
| 年份   | 頒獎典禮                     | 獎項                 | 入圍對象              | 結果   | 來源   |
| ------ | ---------------------------- | -------------------- | --------------------- | ------ | ------ |
| 2022年 | 2022 Hit Fm 年度百首單曲票選 | 年度華語百首單曲     | 〈O.A.O.〉            | 第3名  | [ 83 ] |
| 2022年 | 2022 Hit Fm 年度百首單曲票選 | 年度華語百首單曲     | 〈Unicorn〉           | 第45名 | [ 83 ] |
| 2023年 | 2023 HITO流行音樂獎          | 最受歡迎新人         | Ozone《Unicorn》      | 獲獎   | [ 84 ] |
| 2023年 | 2023 HITO流行音樂獎          | 最受歡迎組合         | Ozone《Unicorn》      | 提名   | [ 84 ] |
| 2023年 | 2023 HITO流行音樂獎          | 最佳團體             | Ozone《Unicorn》      | 獲獎   | [ 84 ] |
| 2023年 | 2023 Hit Fm 年度百首單曲票選 | 年度華語百首單曲     | 〈Purple Days〉       | 第15名 | [ 85 ] |
| 2023年 | 2023 Hit Fm 年度百首單曲票選 | 年度華語百首單曲     | 〈痛苦擁抱〉          | 第38名 | [ 85 ] |
| 2023年 | 2023 Hit Fm 年度百首單曲票選 | 年度華語百首單曲     | 〈陪你Sha La La〉     | 第41名 | [ 85 ] |
| 2024年 | 2024 HITO流行音樂獎          | 最受歡迎數位單曲     | 〈Purple Days〉       | 獲獎   | [ 86 ] |
| 2024年 | 第19屆KKBOX風雲榜            | 年度百大風雲歌手     | Ozone                 | 獲獎   | [ 87 ] |
| 2024年 | 第59屆金鐘獎                 | 最具人氣綜藝節目獎   | 《Ozone夏日青春冒險》 | 提名   |        |
| 2024年 | 2024 Hit Fm 年度百首單曲票選 | 年度華語百首單曲     | 〈一起看月彎彎〉      | 第9名  | [ 88 ] |
| 2024年 | 2024 Hit Fm 年度百首單曲票選 | 年度華語百首單曲     | 〈愛準備要醒過來〉    | 第30名 | [ 88 ] |
| 2024年 | 2024 Hit Fm 年度百首單曲票選 | 年度華語百首單曲     | 〈World Top〉         | 第44名 | [ 88 ] |
| 2025年 | 第20屆KKBOX風雲榜            | 年度百大風雲歌手     | Ozone                 | 獲獎   |        |
| 2025年 | 2025 HITO流行音樂獎          | 最受歡迎組合         | Ozone《New Moon》     | 獲獎   | [ 89 ] |
| 2025年 | 2025 HITO流行音樂獎          | hito年度十大華語歌曲 | 〈一起看月彎彎〉      | 獲獎   | [ 89 ] |

## 外部連結
- 官方网站
- Ozone的Facebook專頁
- Ozone的Instagram帳戶
- YouTube上的Ozone頻道